# Deperetella
Deperetella — вимерлий рід травоїдних ссавців, який процвітав в еоцені та був спорідненим тапірам. Рід був визначений у 1925 році В. Д. Метью та Уолтером В. Грейнджером, які назвали його на честь французького палеонтолога Шарля Депере.